# Emmanuelle Antille
Pour les articles homonymes, voir Antille.
 (mai 2016).
Emmanuelle Antille, née le 27 mai 1972 à Lausanne, est une artiste vidéaste et réalisatrice suisse.

## Biographie
Née en 1972 à Lausanne, Emmanuelle Antille a étudié à l’ESAV à Genève et à la Rijksakademie à Amsterdam. Depuis 1995, elle développe sa pratique artistique tant comme artiste vidéaste que réalisatrice. Elle est également professeur à la HEAD à Genève.
Enchaînant expositions et participations à des festivals de vidéo (Zurich, New York, Le Caire, Vilnius, Salamanque notamment) l'artiste décrit ainsi son travail : « Une grande partie de mon travail tourne autour du décalage avec la réalité, du rapport avec le sommeil, de la limite entre le rêve et la réalité, de l'hallucination ». Distinguée à plusieurs reprises pour ses différentes réalisations, Emmanuelle Antille reçoit le Prix du Fonds de décoration de Genève, trois Swiss Art Awards, le Prix Kiefer-Hablitzel, le Review film contest Migros Culture, la Résidence Suisse à Berlin et au Couvent des Récollets à Paris, le Prix Découverte au Festival de Namur, entre autres. Son travail a été présenté dans de nombreux musées, centres d'art et galeries dans le monde entier, notamment au Kunstverein de Frankfurt, au Renaissance Society à Chicago, à la National Gallery à Reykjavik, au CCA à Glasgow, au Tokyo Wonder Site à Tokyo, au De Appel à Amsterdam, au Migros Museum à Zürich, à Art Unlimited à Bâle, au Jeu de Paume et au Musée d’Art Moderne de la Ville de Paris. Ses films ont été sélectionnés dans de nombreux festivals.
En 2003 Emmanuelle Antille a représenté la Suisse à la 50e Biennale de Venise dans le pavillon national. En 2012, elle réalise son troisième long-métrage, intitulé Avanti avec Hanna Schygulla et Miou-Miou. Son premier documentaire A Bright Light – Karen And The Process, a été présenté en première mondiale au festival Visions du réel en 2018.

## Filmographie
- 2003 : Angels Camp – 80’ – Fiction
- 2005 : Rollow – 103’- Fiction
- 2012 : Avanti – 85’ - Fiction [2]
- 2018 : A Bright Light - Karen and the Process – 94’ – Documentaire